# Вильгельмина Брауншвейг-Люнебургская
Вильгельми́на Ама́лия Бра́уншвейг-Лю́небургская (нем. Wilhelmine Amalie von Braunschweig-Lüneburg, чеш. Amálie Vilemína Brunšvicko-Lüneburská, венг. Vilma Amália Braunschweig–Lüneburgi; 21 апреля 1673, Люнебург, герцогство Брауншвейг-Люнебург — 10 апреля 1742, Вена, эрцгерцогство Австрия) — принцесса из дома Вельфов, урождённая принцесса Брауншвейг-Люнебургская и Каленбергская, дочь Иоганна Фридриха, герцога Брауншвейг-Люнебурга и князя Каленберга. Жена императора Иосифа I; в замужестве — императрица Священной Римской империи, королева Германии, Венгрии и Чехии, эрцгерцогиня Австрийская.

## Биография

### Семья и ранние годы
Вильгельмина Амалия родилась в Люнебурге 21 апреля 1673 года. Она была младшей из четырёх дочерей в семье Иоганна Фридриха, герцога Брауншвейг-Люнебурга и князя Каленберга и Бенедикты Генриетты Пфальц-Зиммернской, принцессы из дома Виттельсбахов. Старшими сёстрами Вильгельмины Амалии были Анна София, умершая в младенческом возрасте, Шарлотта Фелицита, в замужестве герцогиня Модены и Реджо, и Генриетта Мария, которая никогда не выходила замуж. По отцовской линии Вильгельмина Амалия приходилась внучкой Георгу, герцогу Брауншвейг-Люнебурга и князю Каленберга и Анне Элеоноре, принцессе из Дармштадтской ветви Гессенского дома. По материнской линии она была внучкой Эдуарда, пфальцграфа Зиммернского и Анны Марии, принцессы из Неверской ветви дома Гонзага.
В ранние годы воспитанием принцессы занималась её мать. Затем Вильгельмину Амалию поручили заботам Луизы Голландины Пфальцской, двоюродной тётки по отцовской линии, которая была настоятельницей в цистерцианском аббатстве Мобюиссон, во Французском королевстве. В монастыре принцесса получила образование достойное её происхождения. В 1693 году она вернулась к родителям в Ганновер. Современники описывали её, как красивую и благочестивую девушку с серьёзным характером. Вскоре после возвращения дочери, родители получили несколько предложений о замужестве Вильгельмины Амалии и ответили согласием на предложение эрцгерцога Иосифа, номинального короля Венгрии и Германии, будущего императора Священной Римской империи под именем Иосифа I.

### Брак и потомство
15 января 1699 года в Модене, где Вильгельмина Амалия гостила, вместе с матерью, у старшей сестры, герцогини Модены и Реджо, был заключен брак по доверенности между ней и эрцгерцогом Иосифом. Союз между принцессой из дома Вельфов и эрцгерцогом из дома Габсбургов носил династический характер. 18 февраля того же года невеста прибыла в город Тульн, где её встретил жених в окружении свиты, состоявшей из представителей венгерской знати. 21 февраля жених и невеста торжественно въехали в Вену, а 24 февраля в церкви августинцев состоялась церемония бракосочетания. По приказу императора Священной Римской империи, Вильгельмина Амалия была одета в подвенечное платье инкрустированное бриллиантами на сумму в сто тысяч талеров. Свадебные торжества продолжались в течение восьми дней.
После избрания в 1705 году Иосифа императором Священной Римской империи титул императрицы получила и Вильгельмина Амалия. В браке родились:
- Мария Жозефа (8 декабря 1699 — 17 ноября 1757) — супруга курфюрста саксонского и короля Польши Августа III.
- Леопольд Иосиф (29 октября 1700 — 4 августа 1701)
- Мария Амалия (22 октября 1701 — 11 декабря 1756) — супруга Карла VII курфюрста Баварии и императора Священной Римской империи.

Брак оказался неудачным. У Иосифа было множество фавориток. Будучи старше супруга на пять лет, Вильгельмина Амалия не оказывала на Иосифа I никакого влияния ни в семейных, ни в государственных делах. Отношения между супругами окончательно прекратились после рождения третьего ребёнка. Считается, что императрица стала бесплодной из-за венерической болезни, которой заразил её супруг.

### Вдовство
В 1711 году императрица овдовела. Единственный сын Иосифа и Вильгельмины Амалии умер в младенчестве, поэтому титул императора унаследовал младший брат Иосифа — эрцгерцог Карл. Непростые отношения Вильгельмины Амалии со свекровью постепенно наладились после смерти супруга. Со особенным участием она ухаживала за больной Элеонорой Нейбургской перед её смертью. Вильгельмина Амалия перенесла свою спальню в комнату рядом со спальней свекрови, чтобы оказывать ей необходимую помощь и днём, и ночью.
К 1713 году династия Габсбургов не имела наследника мужского пола. Оба императора имели только дочерей. Желая обеспечить наследование престола, император Карл VI издал прагматическую санкцию, которая позволяла передавать все права по женской линии при отсутствии наследников-мужчин. При этом наследницей он назначил свою дочь Марию Терезию, проигнорировав дочерей своего старшего брата.
После смерти в 1740 году императора Карла VI последовала борьба за австрийский престол между эрцгерцогиней Марией Терезией и Карлом Альбрехтом Баварским, который был женат на её старшей кузине. Вильгельмина Амалия сначала поддерживала своего зятя, но потом вернулась в основанный ею монастырь, в котором жила с 1722 года.
Императрица Вильгельмина Амалия скончалась 10 апреля 1742 года, пережив супруга на тридцать два года. Она похоронена в монастыре салезианцев в Вене. Сердце Вильгельмины Амалии захоронено в Императорском склепе.

## Комментарии
1. ↑  Вильгельмина Амалия, через деда Эдуарда, пфальцграфа Зиммернского, приходилась правнучкой курфюрстине пфальцской Елизавете, урождённой шотландской принцессе из дома Стюартов. Акт о престонаследии исключал её из чреды наследников шотландского и английского престолов, так, как она исповедовала католицизм. Но в кругу якобитов Вильгельмина Амалия рассматривалась, как одна из наследниц обеих престолов[3].